# Masaba (écriture)
Pour les articles homonymes, voir Masaba.
Le masaba (ou massaba), aussi appelé écriture masaba ou écriture bambara, est un système d’écriture de type syllabaire développé par Woyo Couloubayi en 1930 et perfectionné avec l’aide de Lamine Konaté. Le masaba est utilisé par les Bambara-Masasi au Mali.
Le nom masaba provient des trois premières syllabes utilisées dans l’apprentissage de l’écriture.